# Activități recreative nud

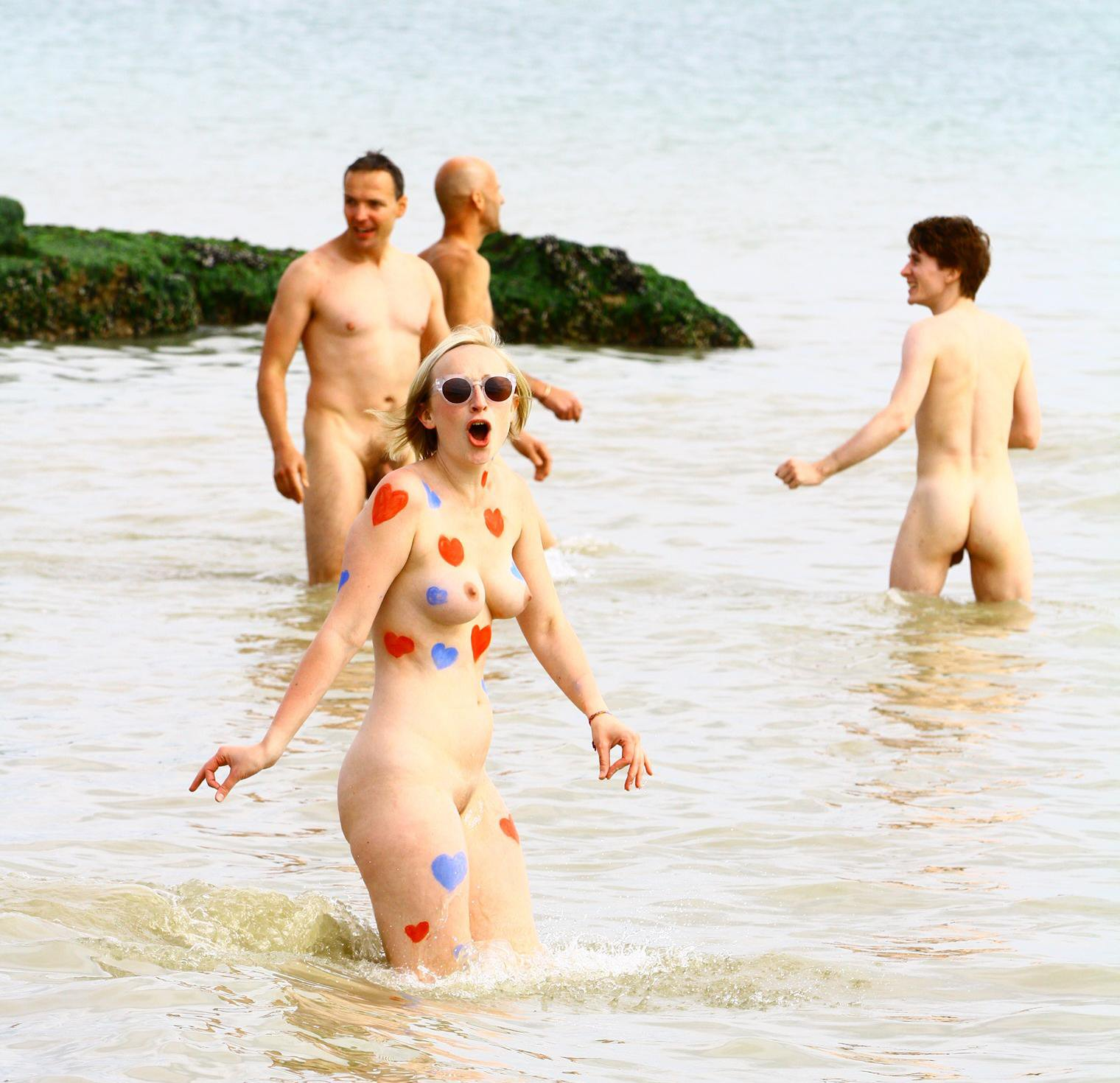
Oameni nud care se bălăcesc în mare (2015)

Activitățile recreative nud constă în activități recreative pe care unele persoane le desfășoară în timp ce sunt goale. Din punct de vedere istoric, Jocurile Olimpice antice au fost evenimente în care participanții erau goi. Unele societăți din Africa, Oceania și America de Sud continuă să se angajeze în activități publice de zi cu zi - inclusiv sporturi - fără haine, în timp ce, în cea mai mare parte a lumii, activitățile nudiste au loc fie în spații private, fie în zone separate în care îmbrăcămintea este opțională în spațiile publice. Evenimente ocazionale, cum ar fi plimbările nud cu bicicleta, pot avea loc în zone publice în care nuditatea nu este permisă în alte condiții.
În timp ce activitățile recreative nud pot include sporturi precum tenisul sau voleiul, activitățile sportive nud sunt de obicei recreative și nu competitive sau organizate.

## Istorie și terminologie
Recreerea este orice activitate umană desfășurată din plăcere (sau „joacă⁠(d)”) în timpul liber, spre deosebire de acele activități care sunt necesare pentru supraviețuire. Din punct de vedere istoric, acest lucru înseamnă că recreerea a existat numai după ce societatea umană a ajuns la stadiul în care exista timp liber, probabil în timpul epocii târzii a pietrei (Paleoliticul târziu), după cum o arată prima apariție a picturilor rupestre și a instrumentelor muzicale.
Conceptele moderne de recreere încep cu civilizațiile antice. Sportul este orice activitate recunoscută ca necesitând îndemânare fizică. Orice sport poate fi recreativ pentru participanți, în timp ce vizionarea sporturilor este o recreație pentru spectatori.

## Recreere naturistă/nudistă
Naturismul, sau nudismul, este o mișcare culturală care practică, susține și apără nuditatea personală și socială, cea mai mare parte, dar nu toată, având loc pe proprietate privată. Termenul se referă, de asemenea, la un stil de viață bazat pe nuditate personală, familială sau socială. Cercetările indică faptul că, contrar opiniei publice, naturiștii sunt membri tipici ai societății care se implică în activități sociale precum volei, înot și tenis în același mod ca la alte stațiuni, doar fără haine.
În conformitate cu funcția lor de bază, cluburile și stațiunile naturiste oferă activități recreative. Activitățile recreative naturiste includ, de asemenea, navele de croazieră, care oferă o varietate de activități.
Localurile naturiste găzduiesc, de asemenea, evenimente speciale, cum ar fi petrecerile de Anul Nou. Florida Young Naturists organizează „petreceri” sezoniere la mai multe cluburi și stațiuni de nudiști/naturiști din Florida.
Voleiul nud este o activitate recreativă care a fost oferită în multe cluburi naturiste (a se vedea § Volei de mai jos).

### Ziua Mondială a grădinăritului nud

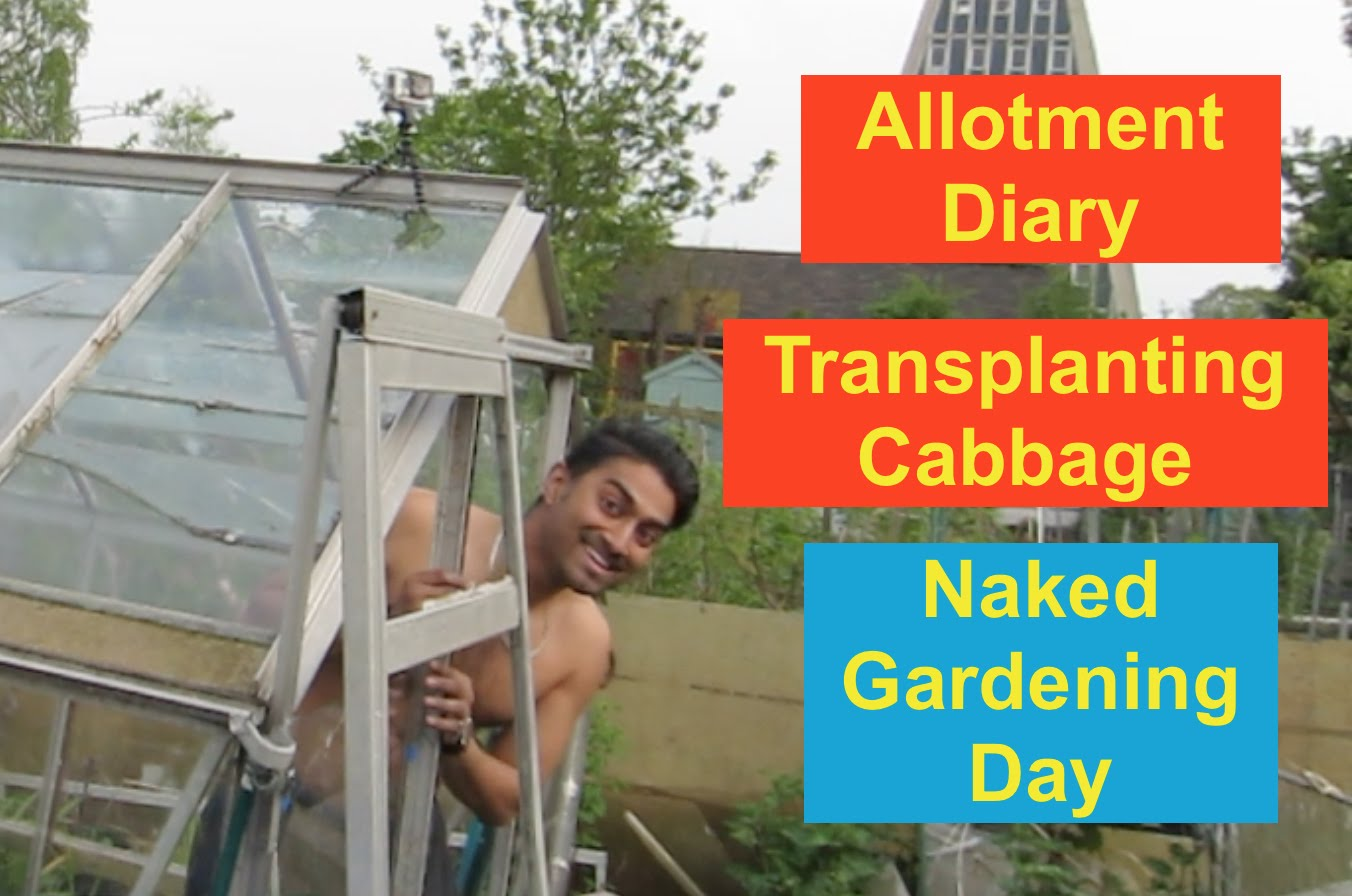
Un grafic pentru un videoclip de grădinărit care celebrează Ziua mondială a grădinăritului nud în 2016

Oamenii din întreaga lume sunt încurajați de Ziua Mondială a grădinăritului nud (WNGD, World Naked Gardening Day), care are loc în luna mai a fiecărui an, să își îngrijească grădinile nud. WNGD a fost organizată de Body Freedom Collaborative. Deoarece mai este o lună rece în Noua Zeelandă, Federația Naturistă din Noua Zeelandă a instituit o Zi națională a grădinăritului nud în octombrie.

## Vestimentație opțională de recreere
Unele activități recreative nud sau „cu îmbrăcăminte opțională” au loc în spații publice ca excepții ocazionale de la normele sociale.

### Plaje
Plajele cu îmbrăcăminte opțională din Statele Unite ale Americii variază în funcție de gradul în care sunt separate de publicul nud și dacă nuditatea este permisă oficial de autoritățile locale sau este doar tolerată, deși este ilegală. În zona metropolitană Miami, secțiunea cu îmbrăcăminte opțională din Haulover Park⁠(d) este marcată doar prin semne și este aprobată și întreținută de comitatul Miami-Dade. Plaja este dotată cu restaurante, șezlonguri, umbrele și dușuri. În schimb, mai multe plaje de stat din California cu zone în care îmbrăcămintea este opțională sunt izolate de stânci abrupte și nu au facilități în afara zonelor de parcare. Tradiția de lungă durată a nudității pe aceste plaje este tolerată. Acestea includ Gray Whale Cove State Beach⁠(d) lângă Pacifica, California⁠(d), și Black's Beach⁠(d) în San Diego.
În unele țări europene, cum ar fi Danemarca și Suedia toate plajele sunt cu îmbrăcăminte opțională. Plajele din unele destinații de vacanță, cum ar fi Creta, sunt, de asemenea, cu îmbrăcăminte opțională, cu excepția unor plaje urbane centrale. În Barcelona există două plaje cu îmbrăcăminte opțională situate central.
Într-un sondaj realizat de The Daily Telegraph⁠(d), germanii și austriecii au fost cei mai susceptibili de a fi vizitat o plajă nud (28%), urmați de norvegieni (18%), spanioli (17%), australieni (17%) și neozeelandezi (16%). Dintre naționalitățile intervievate, japonezii (2%) au fost cei mai puțin predispuși să viziteze o plajă nud. Acest rezultat poate indica lipsa plajelor nud în Japonia; cu toate acestea, japonezii sunt deschiși cu privire la scăldatul în familie nud acasă și la onsen (izvoare termale).

### Biciclism
O plimbare cu bicicleta cu îmbrăcăminte opțională este un eveniment de ciclism în care nuditatea este permisă sau așteptată. Există multe evenimente de ciclism cu îmbrăcăminte opțională în întreaga lume. Unele plimbări sunt politice, recreative, artistice sau o combinație unică. Unele sunt folosite pentru a promova topfreedom, o mișcare socială pentru a acorda femeilor și fetelor dreptul de a fi topless în public, acolo unde bărbații și băieții au acest drept. Multe dintre plimbările politice își au rădăcinile în Critical Mass și sunt adesea descrise sau categorizate ca o formă de protest politic, teatru stradal, petrecere pe roți, Streaking⁠(d), nuditate publică și recreere opțională cu îmbrăcăminte; astfel, ele atrag o gamă largă de participanți.

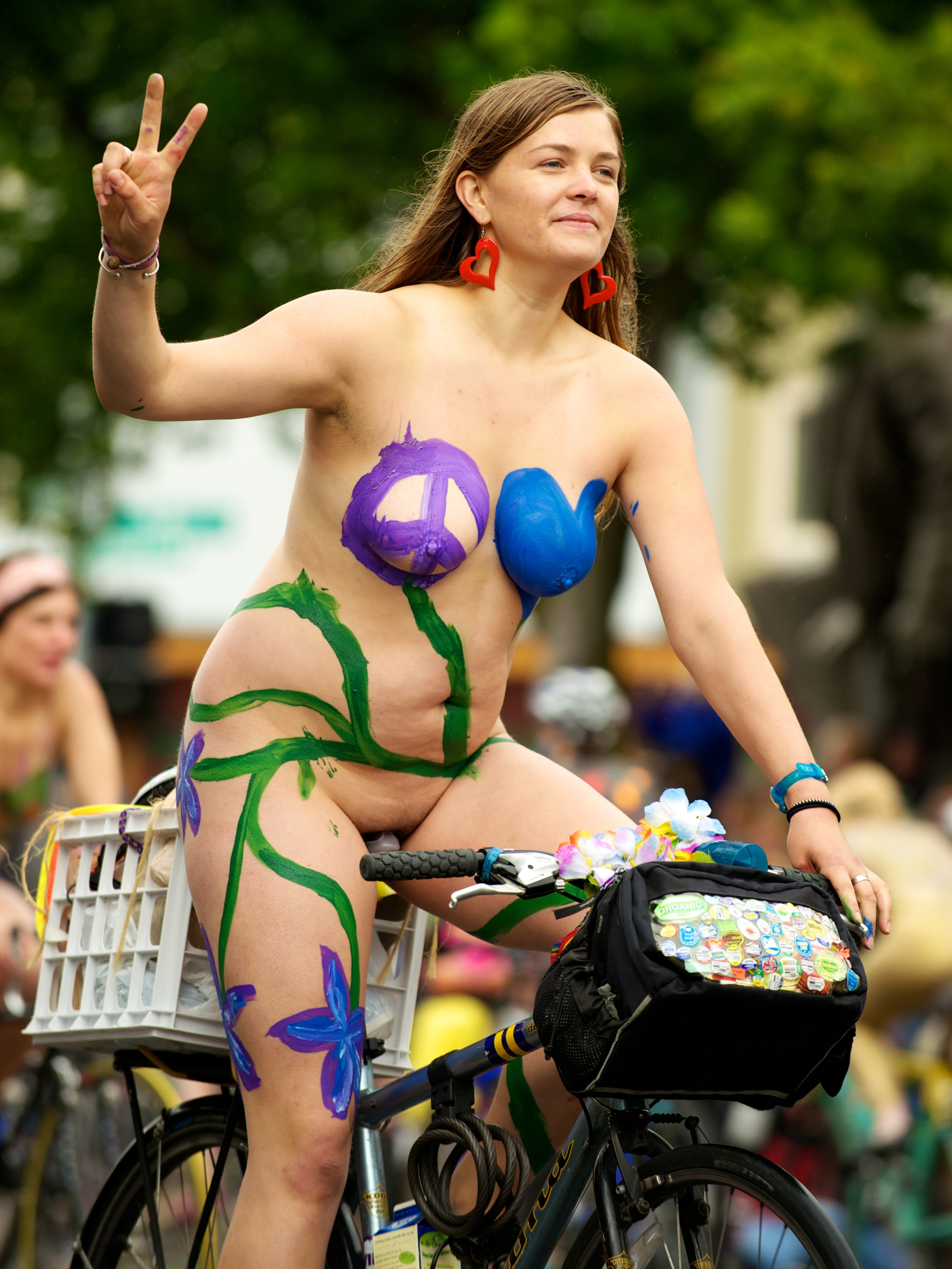
Ciclist nud la

Solstice Cyclists (cunoscută și ca The Painted [Naked] Cyclists of the Solstice Parade, sau The Painted Cyclists) este o plimbare cu bicicleta artistică, apolitică, cu îmbrăcăminte opțională, care sărbătorește Solstițiul de vară. Este începutul neoficial al Summer Solstice Parade & Pageant⁠(d) din 1992, un eveniment produs de Fremont Arts Council în districtul Fremont din Seattle.
World Naked Bike Ride⁠(d)s (WNBR) sunt plimbări anuale pe bicicletă, fără îmbrăcăminte, în cadrul cărora participanții din fiecare oraș planifică, se întâlnesc și se deplasează în masă pe transport cu tracțiune umană pentru a „oferi viziunea unei lumi mai curate, mai sigure și cu un corp pozitiv”, atrăgând atenția asupra unei alternative sănătoase la vehiculele care depind de combustibil fosil; corpul gol este folosit ca simbol al vulnerabilității oamenilor la poluare și a bicicliștilor la traficul din orașe. Începând din 2004, au avut loc WNBR-uri în întreaga lume, implicând mii de persoane. Acestea au loc mai ales în orașele occidentale, unde bicicliștii se deplasează parțial sau total dezbrăcați, într-o încercare lejeră de a atrage atenția asupra pericolului de a depinde de combustibili fosili.

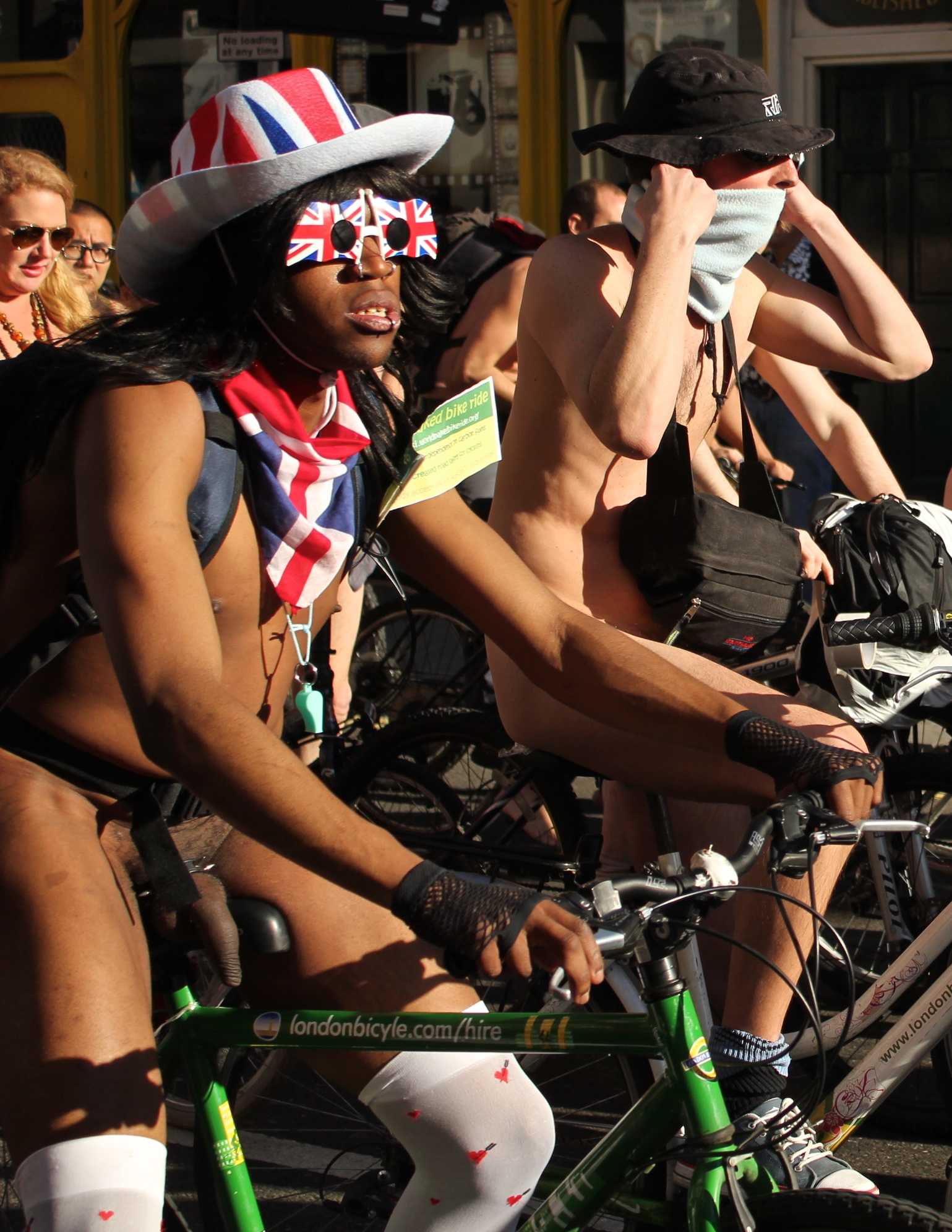
Cicliști în Londra (2012)

În ciuda atmosferei dezinvolte, World Naked Bike Rides anuale sunt probabil cea mai vizibilă expresie a efortului de a promova moduri de transport mai sănătoase, inclusiv mersul pe jos, mersul cu bicicleta și transportul public, care au fost un pilon principal al politicii alternative ecologice timp de decenii, în timp ce niciun politician din tradițiile conservatoare sau social-democrate nu face apel la oameni să conducă mai puțin, să cumpere mai puține mașini și să se urce pe bicicletă în schimb.

### Pictura corporală
Arta corporală⁠(d) (cum ar fi pictura corporală⁠(d)) este o formă comună de expresie creativă utilizată pentru a promova libertatea corpului și este adesea o parte a altor evenimente cu îmbrăcăminte opțională. Deoarece corpul este acoperit din punct de vedere tehnic, dacă este realizată în privat, pictura corporală completă nu încalcă legile împotriva nuditate în public, lăsând poliția să ia decizii de la caz la caz pe baza altor legi.

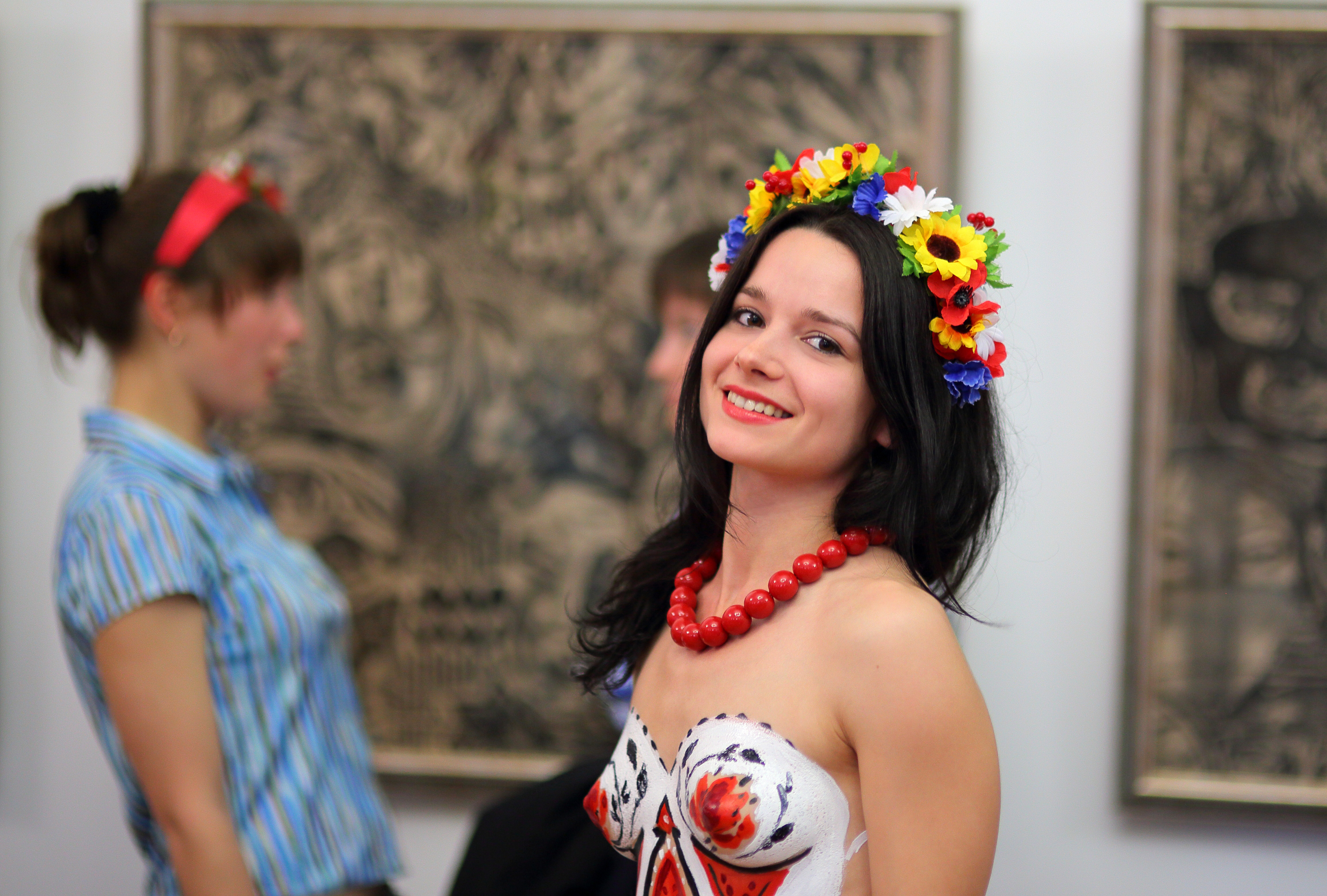
Femeie care poartă vopsea pe corp într-o galerie de artă (2012)

Un colectiv artistic din Bushwick, Brooklyn a sărbătorit anual o zi a picturii corporale începând din 2014, cu 45 de modele și 25 de artiști participanți în 2019.

### Bowling
Bowlingul nud oferă nudismului șansa de a se bucura de activități recreative în interior pe vreme rece sau în locuri în care oportunitățile în aer liber sunt limitate. Aceste activități au loc, de obicei, în săli de bowling comerciale care sunt dispuse să închirieze instalațiile lor grupurilor de nudiști pentru o perioadă de timp, pentru a limita participarea doar la membrii grupului.

### Bungee jumping
Când A. J. Hackett⁠(d) a deschis primul loc comercial de bungee jumping din lume la Kawarau Bridge⁠(d) lângă Queenstown, Noua Zeelandă, clienții care au efectuat saltul nud au primit intrare gratuită. Această ofertă a fost retrasă ulterior deoarece prea mulți săritori profitau de ea, dar site-ul rămâne opțional pentru îmbrăcăminte. Billy Connolly⁠(d) a sărit gol de pe pod în timpul turneului său mondial din Noua Zeelandă din 2004.
Din 2006, în parcul WildPlay de pe Insula Vancouver se organizează anual un bungee jumping în pielea goală, ca strângere de fonduri pentru filiala Victoria a Societății BC Schizophrenia. Evenimentul din 2019 a atras mai mult de 100 de participanți.

### Drumeții

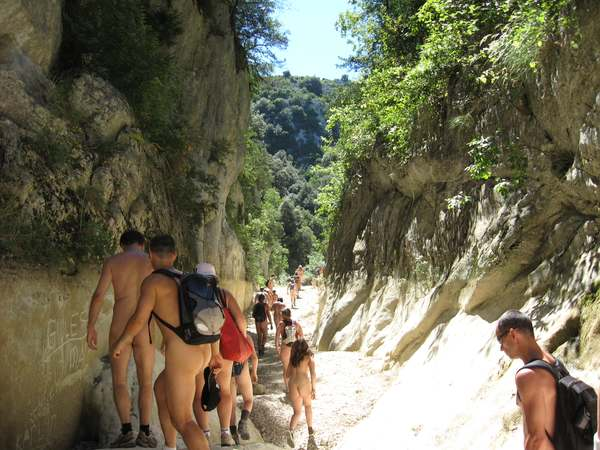
Drumeție nud în Franța (2008)

Drumețiile nud, cunoscute și sub numele de naked walking sau freehiking, sunt o subcategorie a formei moderne de nuditate socială.
Nici drumețiile nud și nici scufundările dezbrăcate nu sunt interzise în mod expres de US Forest Service, care aplică în schimb legile împotriva comportamentului turbulent, după caz. Nuditatea a fost susținută de Colin Fletcher⁠(d) în cartea sa populară din 1968, The Complete Walker⁠(d).
În Regatul Unit, Stephen Gough⁠(d), cunoscut sub numele de The Naked Rambler, a fost mediatizat pentru că a mers dezbrăcat de la Land's End la John o' Groats în 2003-2004 și din nou în 2005-2006.
Spre deosebire de experiențele lui Gough, în 2005 și 2006, Alpii europeni au fost traversați nud în timpul unui tur de drumeții de o săptămână, iar media nu s-a prea ocupat de acest subiect. Nimeni nu a fost arestat sau tulburat, și nu a existat nicio implicare a poliției. Majoritatea excursioniștilor dezbrăcați raportează reacții prietenoase din partea oamenilor pe care îi întâlnesc.
Unele jurisdicții au reglementări care interzic formal drumețiile nud și pot impune amenzi sau alte pedepse. Un regulament local în acest sens a fost adoptat, de exemplu, de adunarea generală (Landsgemeinde⁠(d)) din 2009 a locuitorilor cantonului elvețian Appenzell Innerrhoden. În Appenzell Ausserrhoden din apropiere, a doua instanță "Obergericht" a înăsprit o amendă neplătită de 100 de franci elvețieni pentru drumeții nud și a adăugat costul instanței de încă 3330 de franci elvețieni.

### Tururi prin muzee

Vizitatori nud la Muzeul de Artă din Portland, 2013

În februarie 2013, Muzeul Leopold din Viena și-a deschis porțile vizitatorilor nud pentru o expoziție intitulată „Bărbați nud de la 1800 până astăzi”. Mai mult de șaizeci de vizitatori au participat nud.
În iunie 2013, Portland Art Museum⁠(d) din Oregon a admis participanți nud înainte de World Naked Bike Ride⁠(d) de noapte pentru o expoziție specială numită „Cyclepedia” despre arta designului bicicletelor. Sute de clienți au văzut expoziția nud.

### Petreceri
Un număr de colegii și universități au o tradiție a petrecerilor nud, adesea ca experimente în interacțiunea socială care contravin corpurilor perfecte văzute în mass-media. The Pundits⁠(d) de la Yale organizează petreceri nud din 1995. La Brown, petrecerea este găzduită de o cooperativă de locuințe din afara campusului, iar la Wellesley⁠(d) este un eveniment caritabil pentru care administrația asigură securitatea. La alte instituții, precum Wesleyan, Columbia, MIT, Bowdoin⁠(d) și Amherst, petrecerile pot fi mai mult evenimente improvizate în cămine sau în afara campusului.

### Mese la restaurant
Au existat o serie de restaurante (denumite în mod obișnuit restaurante nud sau fără haine) în care clienții aveau libertatea legală de a fi goi.
Restaurantul Amrita din Japonia, acum închis, a avut reguli stricte de intrare pentru petrecerea sa nud. Alte restaurante nud au inclus The Bunyadi din Londra, Innato pe Insula Canare Tenerife, și L'Italo Americano în Milano, toate au fost închise.
O'naturel a fost Paris, primul restaurant nudist din Franța, situat în arondismentul 12. Restaurantul a fost deschis în noiembrie 2017 și servea preparate din bucătăria franceză. În ianuarie 2019, frații proprietari Mike și Stéphane Saada au anunțat că intenționează să pună capăt activității în februarie 2019.
Există un număr de baruri și restaurante accesibile direct de pe plaja cu îmbrăcăminte opțională din Orient Bay, Saint Martin⁠(d), în Caraibe, care permit diferite grade de nuditate. Deși au fost practic distruse în 2017 de Uraganul Irma, acestea sunt în curs de reconstrucție.

### Dans social
Un eveniment pe bază de invitație cu dans de Tango Milonga a avut loc într-un mic oraș din Germania. Starkers!⁠(d), o noapte lunară a cluburilor de nudiști, a avut loc în Londra începând cu 2003.

### Yoga
Practicată în mod tradițional cu un minim de îmbrăcăminte, yoga nud în grup a fost introdusă în Londra, Boston, New York City și Seattle.

## Nuditate la festivaluri
Woodstock din 1969 a fost primul exemplu de nuditate generalizată și spontană la un festival de muzică. Festivalurile Nambassa⁠(d) organizate în Noua Zeelandă în anii 1970 au continuat acest fenomen. Din cei 75.000 de spectatori care au participat la festivalul de trei zile de contracultură de la Nambassa din 1979, aproximativ 35% au ales să își scoată hainele, preferând nuditatea completă sau parțială. În secolul al XXI-lea, festivalurile de muzică, cum ar fi Coachella⁠(d), au revenit la a fi concerte în aer liber ai căror participanți tind spre costume mai degrabă decât spre nuditate, cu toate acestea, pot exista ocazional evenimente nud. „The Meredith Gift” este o cursă de alergare nud la Meredith Music Festival⁠(d) în apropierea orașului Meredith⁠(d) din Victoria, Australia.
Deși include muzică, Burning Man este un eveniment artistic și cultural mai divers, în care „taberele” variază de la nuditate non-sexuală la nuditate cu tematică sexuală evidentă. Din 2004 există o plimbare cu bicicleta goală cunoscută sub numele de „Naked Pub Crawl”. Folsom Street Fair⁠(d) organizat în San Francisco este un târg cu tematică BDSM. Festivalurile nudiste sunt organizate pentru a sărbători anumite zile ale anului, iar în multe astfel de evenimente de pictare corporală⁠(d) nud este, de asemenea, comună, cum ar fi Neptune Day Festival organizat în Koktebel, Crimeea pentru a descrie evenimente mitologice.
Organizat de Federación Nudista de México (Federația Nudistă Mexicană) din 2016, când nuditatea pe plaja Zipolite⁠(d) a fost legalizată, Festival Nudista Zipolite are loc anual în primul weekend din februarie.
În Israel a existat o zonă pentru nuditate publică în mai multe festivaluri, cum ar fi: „Bombamela”, „Bereshit” și „Shantipi”. Cel mai mare festival naturist care este dedicat nuditate publică este festivalul deșertului „Pashut”, care are loc de două ori pe an și este deschis și turiștilor, deși majoritatea participanților sunt localnici.

## Nuditatea în sport

### Istorie

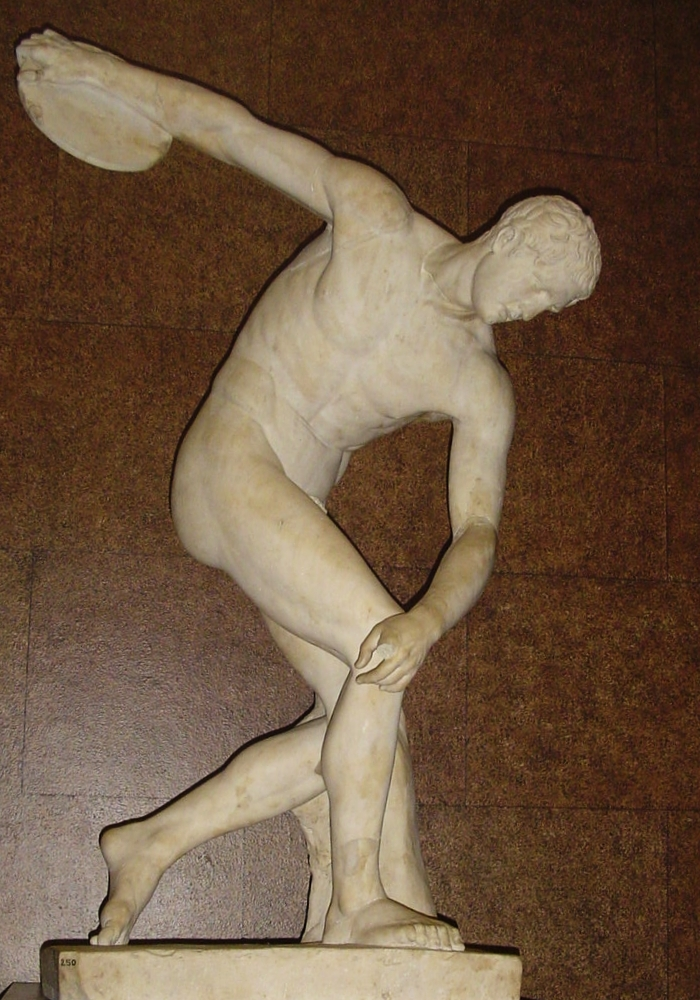
Celebrul Discobolul din Miron

În Grecia Antică era o normă ca atleții să se antreneze și să concureze nud. Practica greacă de a concura și de a se antrena era puternic inspirată de zeii și eroii lor. Pentru zei și eroi, nuditatea era o parte a identității lor și o modalitate de a-și etala energia și puterea fizică, pe care atleții încercau să le onoreze și să le imite. Atleții din Grecia și din coloniile grecești s-au reunit pentru Jocurile Olimpice și celelalte Jocuri Panelenice. Ei concurau nud în aproape toate disciplinele, cu excepția curselor de care, deși există reprezentări ale unor alergători nud în curse de care.
Cuvântul gymnasium (latină; din greaca gymnasion, derivată din greaca gymnos, care înseamnă "gol" sau "nud"), desemnând inițial un loc de socializare și implicare atât în educația intelectuală, cât și în activități fizice, un loc de antrenament pentru concurenții din sporturile publice și educația fizică a tinerilor ca viitori soldați și (cu siguranță în democrații) cetățeni (comparați efeb), este o altă mărturie a nudității în exercițiile fizice despre care se spune că încurajează aprecierea estetică a corpului. În unele țări, inclusiv Germania, cuvântul este încă folosit pentru educație secundară. Forma mai recentă Gym⁠(d) este o abreviere a gymnasium.
În Japonia, luptătoarele de sumo feminin concurau uneori dezbrăcate ca o rugăciune pentru ploaie.

### Culturi tropicale
Multe popoare indigene din Africa și America de Sud se antrenează și participă la competiții sportive dezbrăcate. Poporul Nuba din Sudanul de Sud și triburile Xingu din regiunea Bazinul Amazonului din Brazilia, de exemplu, se luptă dezbrăcați, în timp ce Dinka, Surma și Mursi din Sudanul de Sud și Etiopia, organizează lupte cu bâte.

### Jocuri specifice

#### Miniten
Miniten⁠(d) este un joc asemănător cu tenisul creat de naturiști în anii 1930, pentru a oferi un joc potrivit pentru cluburile naturiste care adesea nu aveau suficient teren pentru a găzdui terenuri de tenis de dimensiuni normale. Regulile originale au fost elaborate de dl R. Douglas Ogden, un om de afaceri din Manchester interesat de activitățile sportive. În loc de rachete, jucătorii folosesc bâte de lemn cunoscute sub numele de thugs, care au forma unei cutii în jurul mâinii jucătorului. Sportul este condus de Asociația Amateur Miniten.

#### Alergare

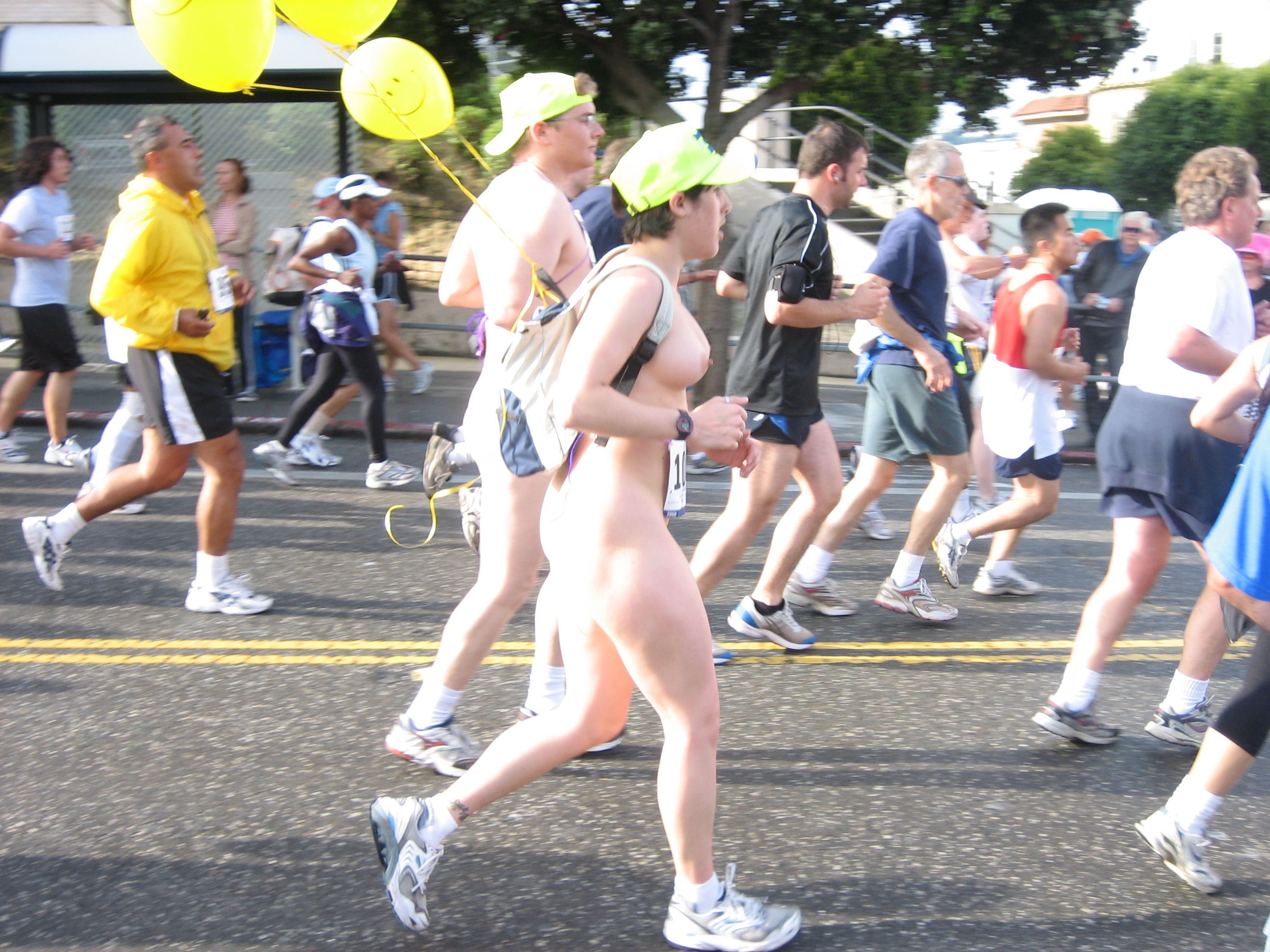
Curse în, California (2006)

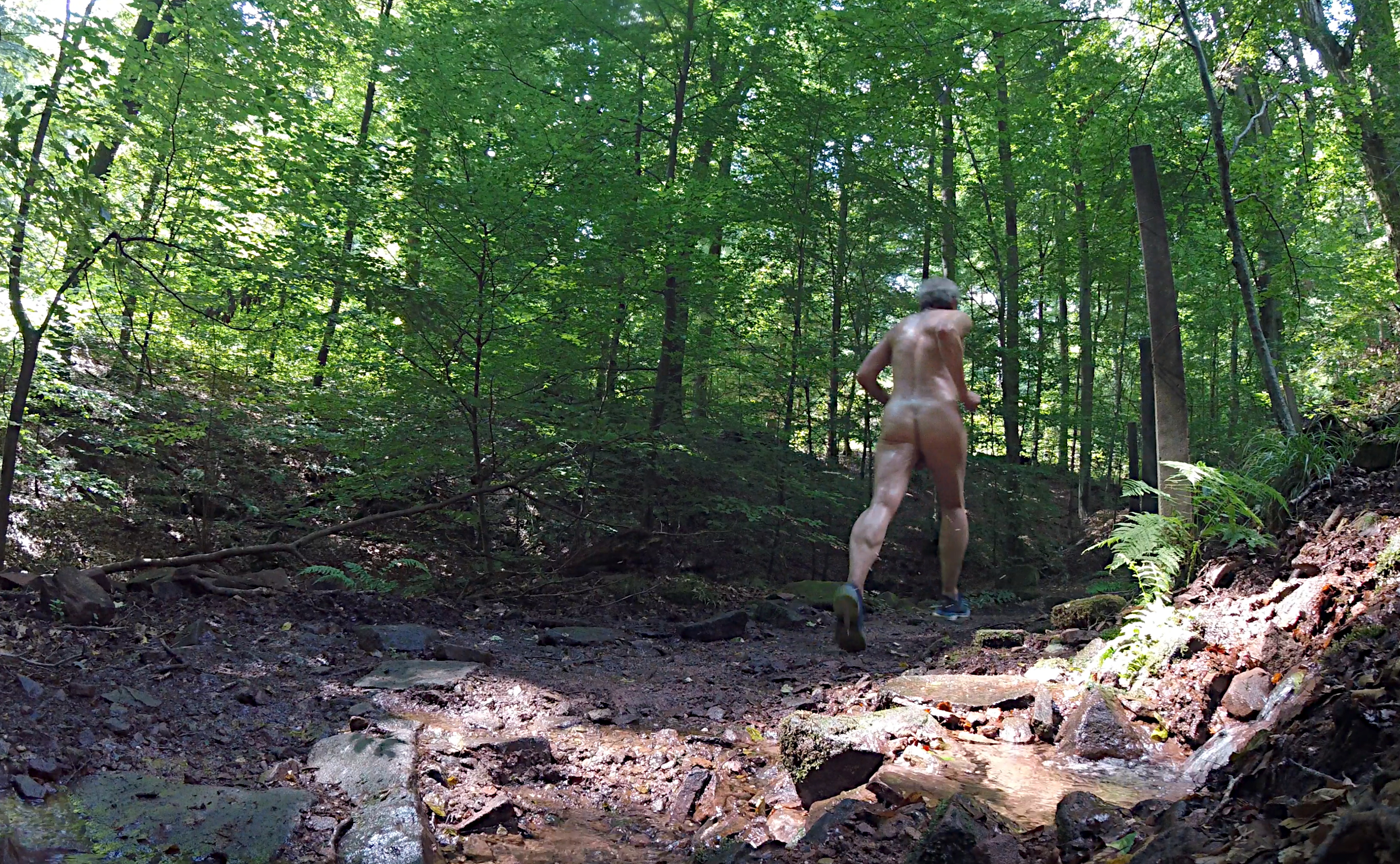
Cursă forestieră de tip cross-trail pe un teren accidentat al unei păduri germane (2018)

Cartea din 1974 The Zen of Running recomandă alergarea desculț și „cât mai dezbrăcat posibil” pentru a fi „bine scăldat de soare și aer”.
Nuditatea a fost interzisă la cursa Bay to Breakers⁠(d) din San Francisco în 2009.
O cursă nud numită Carrera Nudista de Sopelana are loc, de asemenea, anual, vara, în Sopelana (Bilbao/Spania) din 1999.

#### Rugby
Un meci de rugby⁠(d) nud a avut loc în Dunedin, Noua Zeelandă, în fiecare iarnă din 2002 până în 2014, ca divertisment înaintea primului meci de rugby profesionist al sezonului. În ultimii ani a devenit sporadic, deoarece organizatorii au alte solicitări asupra timpului lor.

#### Surfing
Plaja Tambaba⁠(d) din João Pessoa, Paraíba, prima plajă naturistă din Brazilia, este cunoscută pentru surfing, găzduind inclusiv un turneu de surfing nud.

#### Înot

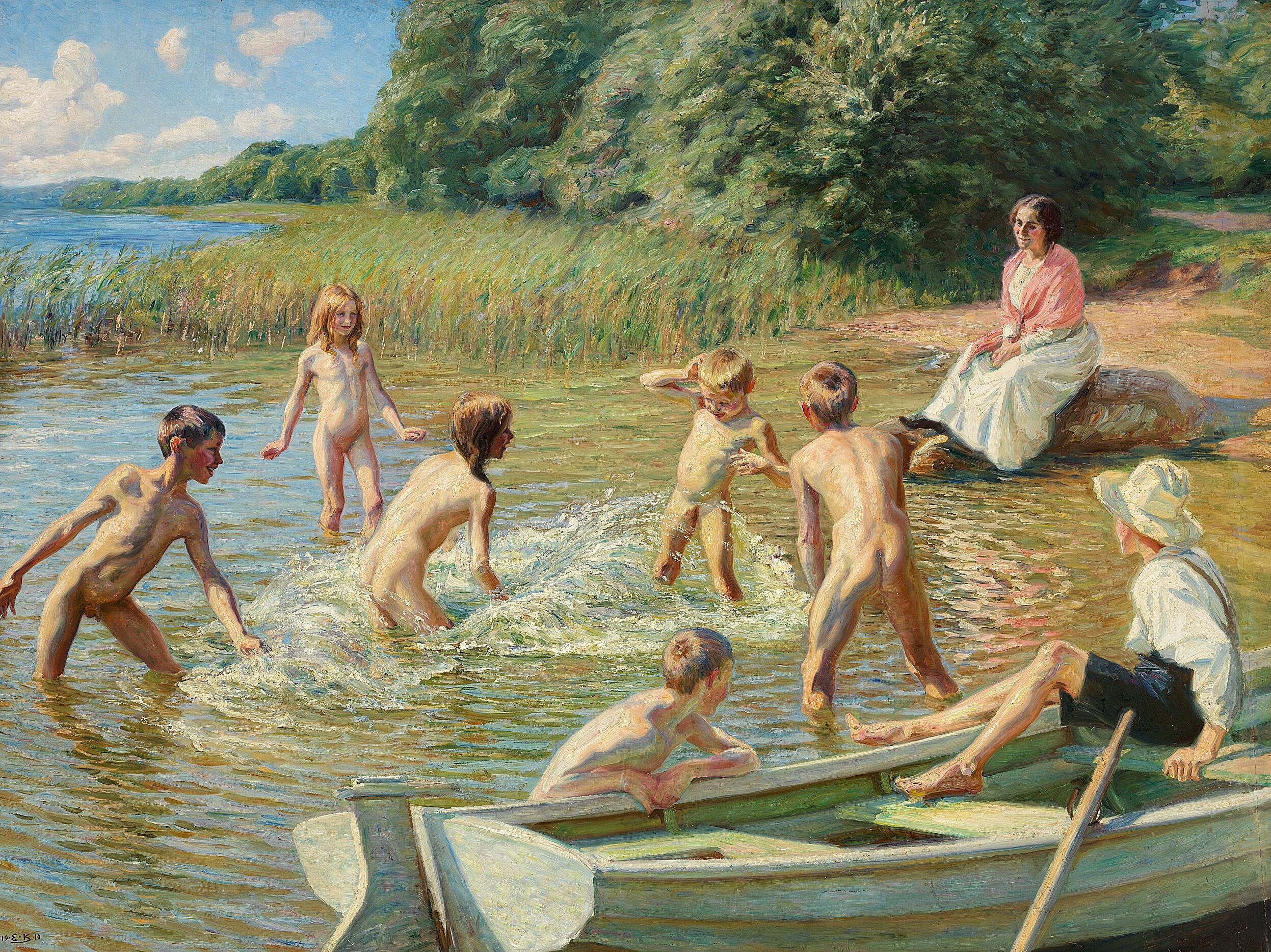
Copiii fac baie lângă o barcă cu vâsle de Emil Krause (1910)

Înotul ca sport include atât înot în ape deschise, cât și înotul în bazine interioare.
La începutul perioadei victoriene în Anglia, bărbații și băieții înotau de obicei nud în mare, în apropierea aparatelor de baie care erau folosite de femei. Au existat unele eforturi de a desemna secțiuni de plajă separate pentru bărbați și femei. În a doua jumătate a secolului al XIX-lea, presiunile morale au determinat unele consilii municipale să stabilească zone în care femeile și bărbații să se scalde separat. Există foarte puține înregistrări ale magistraților care au aplicat aceste regulamente. Sertarele au intrat în uz în anii 1860. În 1895, The Daily Telegraph, Standard, Daily Graphic⁠(d) și Daily Mail au desfășurat o campanie pentru reintroducerea scăldatului mixt în toate stațiunile. Odată cu dispariția plajelor separate pe sexe din oraș, costumele de baie pentru bărbați au devenit parte a pachetului comercial, iar scăldatul nud a încetat.
În anii 1920, școlile și YMCA-urile din Statele Unite au construit piscine pentru fitness și înot. Clorarea piscinelor nu era disponibilă și existau preocupări cu privire la boli. În plus, fibrele din costumele de baie din bumbac și lână puteau bloca filtrele piscinei. Înotul nud permitea ca înotătorii să fie inspectați vizual pentru a se verifica dacă există răni deschise sau alte semne de boli infecțioase. În 1926, manualul de standarde al Asociației Americane pentru Sănătate Publică (APHA) a recomandat ca piscinele interioare utilizate de bărbați să adopte politici de scăldat nud și ca piscinele interioare utilizate de femei să necesite costume de baie „de cel mai simplu tip”. Politicile de înot în liceele și gimnaziile americane au fost influențate de orientările APHA. Din 1926 până în 1962, fiecare ediție a orientărilor a recomandat înotul nud pentru bărbați. Clasele de înot din școli erau separate pe sexe.
Noile evoluții, cum ar fi clorinarea piscinelor, filtrarea îmbunătățită a piscinelor și costumele de baie din nailon au determinat APHA să renunțe la recomandarea de înot nud în piscină pentru bărbați în 1962. Cu toate acestea, obiceiul înotului nud forțat pentru bărbați nu a încetat imediat. În anii 1970, schimbările culturale și juridice au condus la abandonarea treptată a înotului nud forțat pentru bărbați în școli. Normele federale ale Titlului IX care impuneau egalitatea în clasele de educație fizică au determinat majoritatea școlilor să treacă la clase de gimnastică mixte până în 1980, făcând ca înotul nud să devină inacceptabil din punct de vedere cultural.

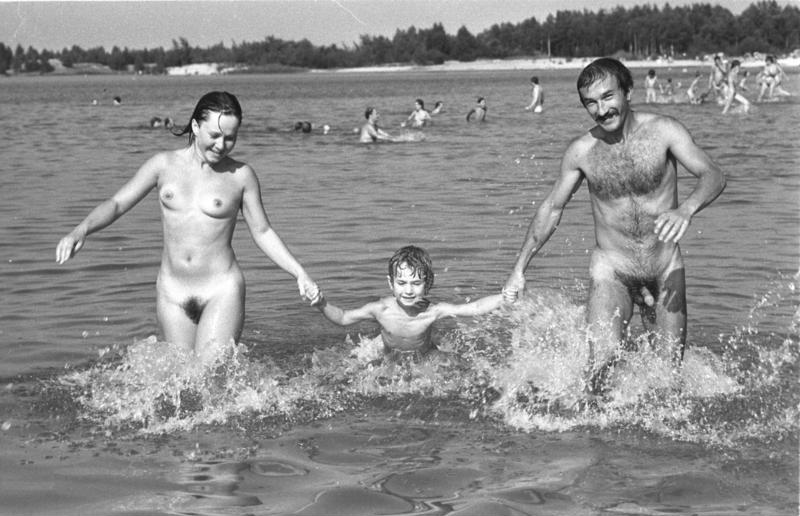
Înotători nud la Lacul Senftenberg, Germania de Est (1983)

În 2005, un articol din The New York Times a afirmat că nu este neobișnuit ca cluburile private să ofere patronilor oportunități de înot nud. The Times a adăugat că uneori cluburile organizează sesiuni numai pentru bărbați sau numai pentru femei.
În multe țări din secolul XXI, înotul nud are loc mai ales pe plaje nude, în facilități naturiste, în piscine private sau în zone publice de înot izolate sau segregate. Unele țări occidentale, cum ar fi Canada și Regatul Unit, nu au legi care să interzică înotul nud în zone publice, dar unele țări din întreaga lume aplică cu strictețe diverse legi împotriva nudității publice, inclusiv înotul nud. Unele jurisdicții care mențin legi împotriva nudității în public pot închide ochii la incidentele de înot nud, în funcție de circumstanțe, deoarece ofițerii de poliție la fața locului refuză să facă arestări.

#### Volei

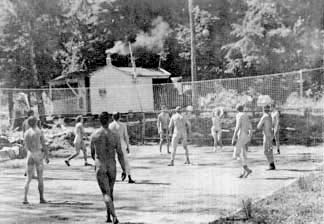
Un meci de volei nudist/naturist la Clubul Sunny Trails în timpul convenției Canadian Sunbathing Association (CSA) din 1958 în British Columbia, Canada

Naturiștii/nudiștii au fost primii care au adoptat voleiul la scurt timp după inventarea acestuia la sfârșitul secolului al XIX-lea. Înregistrări de jocuri regulate în cluburi pot fi găsite încă din anii 1920. Având în vedere natura în aer liber a nudismului/naturismului, s-a adoptat în mod natural versiunea de plajă a voleiului. Până în anii 1960, un teren de volei putea fi găsit în aproape toate cluburile nudiste/naturiste.
Voleiul era perfect pentru naturism/nudism, deoarece majoritatea cluburilor erau mici și un teren de volei nu necesita mult spațiu, dar implica mulți oameni. Jocul era, de asemenea, incluziv în sensul că permitea diferite niveluri de atletism și nu necesita prea mult echipament. Dar, cel mai important, era ideal pentru jocul nud, deoarece nu era nevoie de o uniformă de echipă sau echipament de protecție.
Un turneu mare (peste 70 de echipe) de volei nud are loc în fiecare toamnă din 1971 la White Thorn Lodge în vestul Pennsylvaniei și câteva turnee mai mici au loc în fiecare an în Statele Unite.

### Pro Wrestling
Promoțiile de wrestling profesionist erotic, cum ar fi Naked Women's Wrestling League⁠(d), prezentau femei goale care jucau meciuri de luptă simulate pentru excitare. NWWL a difuzat spectacole în întreaga lume, iar luptătoarele sale au fost prezentate în reviste precum Penthouse, Playboy și Maxim.